# 愛，還記得嗎？
《愛，還記得嗎？》（日語：愛・おぼえていますか）是一首在1984年6月5日發行的日本流行歌曲，是女歌手飯島真理的第三首單曲，由那時當紅的音樂界夫妻安井一美與加藤和彥分別負責作詞與作曲。此曲也是同年放映的動畫電影《超時空要塞 愛，還記得嗎？》（超時空要塞マクロス 愛・おぼえていますか）的主題曲，原本是歌手的飯島在這部電影中挑戰了女主角、虛構的偶像歌手林明美（リン・ミンメイ）一角的配音工作，並以林明美的身份在電影中演唱了《愛，還記得嗎？》與多首電影插入曲。
單曲在發行後締造了當時動畫歌曲少見的佳績，在Oricon公信榜上創下最高第7名的週榜成績（兩週），並以約27萬張的銷售量拿下年榜第38名的成績，是飯島真理個人銷售成績最佳的作品。除此之外，此曲也在當年舉辦的第二屆日本動畫大賞中奪得首度舉辦的主題歌賞獎項，並被多次翻唱。
除了作為A面曲的主打歌之外，同張單曲中也收錄了B面曲《天使的畫具》（天使の絵の具）。
此曲的粵語改編版《真情流露》由香港女歌手陳慧嫻主唱，收錄於1989年推出的大碟《永遠是你的朋友》。